# Sesamia arfaki
Sesamia arfaki là một loài bướm đêm trong họ Noctuidae.